# Malcov
Malcov – wieś (obec) w powiecie Bardejów w kraju preszowskim na Słowacji, w historycznym regionie Szarysz. Powierzchnia 18,877 km². Ludność: 1525 mieszkańców (21.05.2011).

## Położenie
Zabudowa wsi leży w dolinie Wiecznego Potoku (słow. Večný potok), będącego pierwszym większym lewobrzeżnym dopływem Topli. Centrum wsi leży na wysokości ok. 408 m n.p.m. Obszar wsi leży pomiędzy grzbietem Gór Leluchowskich na północy a głównym zrębem Gór Czerchowskich na południu. W części północno-zachodniej granica katastru wsi na odcinku ok. 2,5 km biegnie granicą państwową polsko-słowacką.

## Historia
Teren wsi był zasiedlony już w czasach prehistorycznych, w młodszej epoce kamiennej i na początku epoki brązu. Do XV w. należała do dóbr królów Węgier, którzy nadawali ją zasłużonym dla korony szlachcicom. Pierwsza wzmianka pisemna o wsi pochodzi z 1338 r., kiedy to król Karol Robert darował ją magistrowi Bartłomiejowi, synowi Pongraca ze spiskich Polanowiec (...terra nostra regali Malczov vocata, inter fluvios Topol et Malczov vocatos habita). Jednak już krótko po 1344 r. Malcov wrócił znów w ręce króla Ludwika, który ok. 1353 r. przekazał go szlachcicowi Piotrowi Poharusowi. Dzięki temu wieś weszła w skład państwa feudalnego z siedzibą na zamku Kapušany. Po wymarciu właścicieli król Zygmunt Luksemburski w 1410 r. darował wsie Malcov, Venécia (obecnie w granicach wsi Lukov) i Gerlachov wraz z państwem Kapušany Andrzejowi z Koprivnicy.
Donacją króla Władysława I w roku 1440 przeszedł Malcov wraz z sąsiednimi wsiami w ręce Szymona z Rozhanoviec. W 1472 r. Malcov, który liczył 51 domów, należał już do największych wsi w okolicy. W ostatniej ćwierci XV w. i w pierwszej dekadzie XVI w. wieś tytułem zastawu była we władaniu miasta Bardiowa. W następnych wiekach wchodziła w skład majątków szlacheckich rodów Kapych i Pulských.
Mieszkańcy wsi zajmowali się pracą w lesie, wytwarzaniem wyrobów z drewna i furmanieniem. Obecnie działa tu rolnicza stacja doświadczalna hodowli roślin.

## Zabytki i inne obiekty godne uwagi
- Kościół pw. Spotkania Pana z Szymonem, początkowo katolicki, obecnie greckokatolicki. Pierwotnie gotycki z I połowy XIV w., otoczony niskim murem. Zapewne w 1792 r. przejęty przez grekokatolików. Gruntownie przebudowany w stylu klasycystycznym na początku XIX w. Murowany, orientowany, jednonawowy, z wydatną czworoboczną wieżą na osi.
- Kaplica Narodzenia Najświętszej Marii Panny z 1830 r., greckokatolicka.
- Nowy kościół rzymskokatolicki pw. Matki Boskiej Bolesnej z 2002 roku, zwracający uwagę oryginalną bryłą na planie koła.